# Ņadikdik

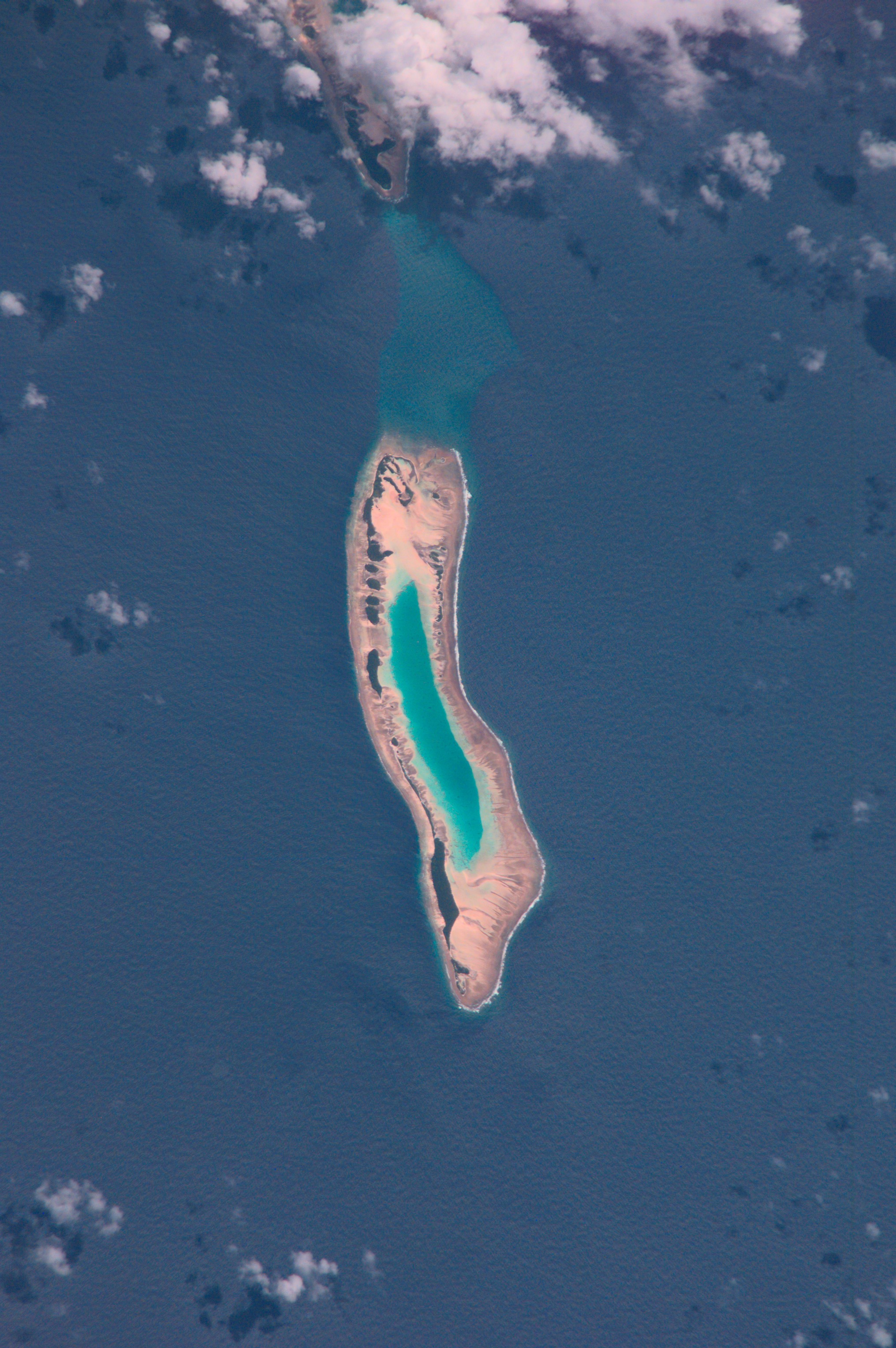
Ņadikdik con Mili al Nord sotto le nuvole (foto NASA).

Ņadikdik (IPA: [nˠɑːrʲiɡ(i)rʲik] in marshallese) o anche Knox Atoll è un atollo corallino disabitato di 18 isole nell'Oceano Pacifico, ed è l'atollo più meridionale della catena Ratak delle Isole Marshall, quello più vicino alle Kiribati. La superficie totale è di soli 0,98 chilometri quadrati, ma racchiude una laguna in gran parte piena di sabbia con un'area di 3,42 chilometri quadrati. L'atollo misura 11 chilometri di lunghezza ed è largo 2 chilometri. Gli isolotti più grandi, situati sui lati occidentale e settentrionale, includono Aelingeo, Nadikdik e Nariktal. L'atollo è separato dal passaggio di Klee, ora sommerso, dalla punta meridionale dell'atollo di Mili a cui un tempo era collegato.